# Radošov (okres Třebíč)
Obec Radošov (německy Radoschau, Radeschau) se nachází v severní části okresu Třebíč v Kraji Vysočina. Leží asi 12 km jihovýchodně od Jihlavy. Žije zde 161 obyvatel.
Sousedními obcemi sídla jsou Svatoslav, Kamenice, Kouty, Horní Smrčné a Chlum.

## Název
Název obce Radošov se odvozuje od jmen Radoš, Radoslav. Starší zápisy názvu obce byly též Rakoschow, Raposchow a Radossow.

## Geografie
Ze severu na jih vede přes území obce silnice II/351 z Kamenice ke křižovatce se silnicí II/403 a ke Koutům, z východu na západ vede přes území obce silnice z Horního Smrčného do Svatoslavy. Jižně z Radošova vede užitková silnice k Pavlovskému mlýnu a do Koutů a Chlumu. Na východním okraji území obce prochází modrá turistická stezka. 
Většina území obce je zemědělsky využívána, větší lesní porost se nachází na svazích na jihozápadním okraji území obce, tento les však byl v posledních letech značně poškozen kůrovcovou kalamitou. Další drobnější lesní porost se nachází u užitkové silnice jižně od zastavěného území obce a jihovýchodně od zastavěného území obce. Několik mezí a remízků se nachází severně od zastavěného území obce. Na západním okraji zastavěného území obce se nachází areál zemědělského družstva.
Na severním okraji území obce pramení nepojmenovaná potok, který asi po 1 km ústí do Kameničky v Kamenici, na severním okraji území obce pramení také Stodolovský potok, ten teče dál severně a po asi kilometru ústí v Kamenici také do Kameničky. Na východním okraji území obce pramení Kamenička, ta pak teče severně a západně a po asi pěti kilometrech ústí do řeky Jihlavy, na východním okraji území obce pramení i potok Čihadník, ten pak tvoří jižní hranici území obce, posléze se spojuje s Radošovským potokem, který pramení severně od zastavěného území obce a dále teče na východ jako Chlumský potok, který se po asi 2 km vlévá u Dolního Smrčného do Jihlavy. Jižně od zastavěného území obce se nachází Vávrovecký rybník, z něj pak vytéká nepojmenovaný rybník, který těsně za hranicí území obce ústí do Chlumského potoka.
Severní část území obce se nachází v nadmořské výšce okolo 600 metrů nad mořem, území je poměrně kopcovité, jižně pak území klesá do údolí Chlumského potoka, kde dosahuje asi 500 metrů nad mořem. Těsně za západním okrajem území obce se nachází Bílá hora (659 m). 
Zastavěné území obce se nachází téměř uprostřed území obce, jižně od zastavěného území obce se nachází několik osamocených domů, těsně za jižní hranicí území obce se nachází Pavlovský mlýn. Na východním okraji území obce se nachází samota Cípy.

## Historie
První písemná zmínka o obci pochází z roku 1365, kdy bylo změněno zboží v Třebíči Vojslava z Bytovčice za statek Vyšemíra z Radošova v Radošově. K osídlení území však došlo patrně již během 12. století. Obec měla odedávna převážně zemědělský charakter, její obyvatelé se zabývali pěstováním zemědělských plodin a chovem dobytka. Vesnice měla 16 domů a v roce 1490 byl zastaven, kdy zástavu pak Vilém z Pernštejna vyplatil a Radošov zůstal v majetku třebíčského panství. Součástí panství byl i v roce 1678.
Obec Radošov je přifařena do Chlumu. Od roku 1888, kdy byla v Radošově postavena školní budova, fungovala ve vsi obecná škola; začátkem 20. století mívala 80 dětí. Ta bylo později zrušena a místní děti navštěvují základní školu v Kamenici. Bývalá školní budova nyní slouží jako kulturní dům. 
Obecní knihovnu má obec od roku 1921, roku 1929 byl založen hasičský sbor. V roce 1937 byla vesnice elektrifikována a roku 1949 byl do vsi zaveden telefon. V roce 1956 bylo v Radošově založeno JZD, které se později sloučilo s JZD Kouty. V roce 1996 byla postavena víceúčelová budova, v níž se nyní nachází obecní úřad, zasedací místnost, veřejná knihovna, požární zbrojnice, klubovna mládeže a také ordinace praktického lékaře. V roce 1999 byla zahájena stavba obecního vodovodu, ta byla dokončena v roce 2000, v roce 2003 byla vesnice plynofikována. Roku 2008 byl rekonstruován kulturní dům, opravena hřiště a byl obnoven pomník padlým ve světových válkách, v roce 2009 byly také rekonstruovány místní komunikace.
Do roku 1849 patřil Radošov do třebíčského panství, od roku 1850 patřil do okresu Jihlava a od roku 1855 do okresu Třebíč. Mezi lety 1976 a 1990 patřil Radošov pod Kouty, následně se obec osamostatnila.
| Rok            | 1869 | 1880 | 1890 | 1900 | 1910 | 1921 | 1930 | 1950 | 1961 | 1970 | 1980 | 1991 | 2001 |
| Počet obyvatel | 311  | 310  | 307  | 309  | 293  | 332  | 314  | 225  | 230  | 195  | 190  | 192  | 182  |

## Politika
V letech 2006–2010 působil jako starosta František Semrád, od roku 2010 tuto funkci zastává Pavel Pařízek.

### Volby do Poslanecké sněmovny
|       | 2006               | 2010                | 2013                | 2017                | 2021                |
| ----- | ------------------ | ------------------- | ------------------- | ------------------- | ------------------- |
| 1.    | ČSSD (39,58 %)     | ČSSD (25,47 %)      | ČSSD (32,4 %)       | ANO (30,35 %)       | ANO (37,83 %)       |
| 2.    | KDU-ČSL (26,04 %)  | SPOZ (20,75 %)      | KDU-ČSL (22,22 %)   | KDU-ČSL (14,28 %)   | SPOLU (19,81 %)     |
| 3.    | ODS (13,54 %)      | KDU-ČSL (13,2 %)    | ANO 2011 (10,18 %)  | ČSSD (10,71 %)      | ČSSD (11,71 %)      |
| účast | 68,57 % (96 z 140) | 74,13 % (106 z 143) | 76,60 % (108 z 141) | 78,87 % (112 z 142) | 81,02 % (111 z 137) |

### Volby do krajského zastupitelstva
|      | 1.                 | 2.                       | 3.                | účast              |
| ---- | ------------------ | ------------------------ | ----------------- | ------------------ |
| 2000 | 4KOALICE (49,23 %) | SNK (20 %)               | SV (10,76 %)      | 44,89 % (66 z 147) |
| 2004 | KDU-ČSL (29,82 %)  | ČSSD (22,8 %)            | ODS (15,78 %)     | 38 % (57 z 150)    |
| 2008 | ČSSD (49,33 %)     | KDU-ČSL (16 %)           | ODS (10,66 %)     | 53,47 % (77 z 144) |
| 2012 | ČSSD (30,95 %)     | SPOZ (27,38 %)           | KDU-ČSL (14,28 %) | 63,5 % (87 z 137)  |
| 2016 | ČSSD (27,27 %)     | ANO 2011 (20,45 %)       | KDU-ČSL (17,04 %) | 61,38 % (89 z 145) |
| 2020 | ANO (25,6 %)       | ČSSD (21,95 %)           | KDU-ČSL (15,85 %) | 57,75 % (82 z 142) |
| 2024 | ANO (34,78 %)      | ODS+TOP 09+STO (17,39 %) | KDU-ČSL (13,04 %) | 53,08 % (69 z 130) |

### Prezidentské volby
V prvním kole prezidentských voleb v roce 2013 první místo obsadil Miloš Zeman (39 hlasů), druhé místo obsadil Jiří Dienstbier (36 hlasů) a třetí místo obsadil Jan Fischer (19 hlasů). Volební účast byla 87,50 %, tj. 119 ze 136 oprávněných voličů. V druhém kole prezidentských voleb v roce 2013 první místo obsadil Miloš Zeman (79 hlasů) a druhé místo obsadil Karel Schwarzenberg (35 hlasů). Volební účast byla 84,44 %, tj. 114 ze 135 oprávněných voličů.
V prvním kole prezidentských voleb v roce 2018 první místo obsadil Miloš Zeman (50 hlasů), druhé místo obsadil Jiří Drahoš (33 hlasů) a třetí místo obsadil Marek Hilšer (15 hlasů). Volební účast byla 84,14 %, tj. 122 ze 145 oprávněných voličů. V druhém kole prezidentských voleb v roce 2018 první místo obsadil Miloš Zeman (69 hlasů) a druhé místo obsadil Jiří Drahoš (57 hlasů). Volební účast byla 85,71 %, tj. 126 ze 147 oprávněných voličů.
V prvním kole prezidentských voleb v roce 2023 první místo obsadil Andrej Babiš (42 hlasů), druhé místo obsadil Petr Pavel (25 hlasů) a třetí místo obsadila Danuše Nerudová (15 hlasů). Volební účast byla 79,71 %, tj. 110 ze 138 oprávněných voličů. V druhém kole prezidentských voleb v roce 2023 první místo obsadil Petr Pavel (59 hlasů) a druhé místo obsadil Andrej Babiš (56 hlasů). Volební účast byla 79,59 %, tj. 117 ze 147 oprávněných voličů.

## Pamětihodnosti
- Pomník padlých ve světových válkách

## Zajímavosti
V blízkosti vesnice se nachází rybník Vavrovec, který se v letním obdobím stává oblíbeným rekreačním centrem pro lidi z širokého okolí. V lesích asi pět kilometrů severovýchodně od vsi se nachází hraniční kámen, u něhož se stýkají tři okresy: třebíčský, jihlavský a žďárský.

## Osobnosti
- Ladislav Caha, oběť slovenského národního povstání